# Laurent Halleux
Laurent Mathieu Halleux (24 de gener de 1897, Odimon, ara amb Verviers - Bèlgica, 1964), fou un violinista i violista belga-nord-americà.
El 1912 va guanyar el concurs de violí de la ciutat Henri Vieutan de Verviers, gràcies al qual va rebre una invitació al Conservatori de Brussel·les a la classe de César Thomson i com a membre del recentment creat quartet de corda "Pro Arte". Halleux es va graduar al Conservatori amb matrícula d'honor l'any 1914, i va romandre membre del quartet Pro Arte fins al 1943, en els primers anys intercanviant posicions amb Alphonse Onnou, però al final va perdre la primacia davant d'ell i ocupant el lloc de segon violí. Com a part d'un quartet, el 1940 es va traslladar als EUA, on el grup es va convertir en resident de la Universitat de Wisconsin a Madison. El 1945 va rebre la ciutadania nord-americana.
Després de deixar Pro Arte el 1943, va tocar la viola a l'orquestra de l'estudi de cinema Metro-Goldwyn-Mayer. Després es va incorporar al revifat "London String Quartet" com a violista, en el qual va tocar fins a la dissolució definitiva del grup el 1952. La temporada 1952-1953. va substituir a Denes Koromzay a la grada de viola del "Quartet Hongarès", després fins al 1958 va tocar al "Quartet Roth". També va fer tasques docents. El 1962 va tornar a Bèlgica on i va morir al cap de dos anys.
L'extensa col·lecció de partitures recollides per Laurent Halleux, principalment del repertori de quartet, incloent una sèrie d'autògrafs únics, va ser donada per la seva filla al Conservatori de Brussel·les.